# マスク祭り
マスク祭り（マスクまつり）は、日本のプロレス団体KAIENTAI DOJOの開催する大会である。
マスクを愛する者たちによってひらかれる祭りであり、参加選手が覆面レスラーだらけの大会である。マスク着用で来場し最後までマスクを着用していた客には各種特典があり、2006年大会では選手のポートレートがプレゼントされた。ただし途中でマスクを脱ぐと反則負けとなってしまうため特典は受けられない。

## エピソード
- 2003年8月3日、第1回では謎の選手「メカマシモ マークⅡ」や「おそろしゴリラ」、レアキャラである「千倉マン」などが参戦したことで話題を集めた。
- 2004年9月19日、第2回では前年に続いての「千倉マン」の参戦でおおいに沸く。他団体選手である「ガルーダ」や「ザ・グレート・コスケ」などの参戦がファンのド肝を抜いた。
- 2005年9月17日、第3回ではTシャツブランドとのコラボ企画により誕生したレスラーである「赤兎ちゃん」と「マスクド三国」が登場し注目された。しかし千倉マンの参戦が無かった為、マニアックな「千倉マン・ファン」はガッカリすることとなった。
- 2006年10月28日、第4回では沼津プロレス所属である「みかん戦士・寿太郎」と「お茶戦士・カテキング」。カルトな人気レスラー虎龍鬼も参戦しおおいに沸いた。